# Saint-Denis-la-Chevasse

Saint-Denis-la-Chevasse este o comună în departamentul Vendée, Franța. În 2009 avea o populație de 2,080 de locuitori.